# Love on Top
Love on Top is de derde single van Beyoncé's vierde album 4. Het nummer was geschreven door Beyoncé, Terius Nash en Shea Taylor en geproduceerd door Beyoncé en Taylor.
Love on Top is een uptempo r&b-nummer dat geïnspireerd is door r&b uit de jaren 80. Het nummer wordt vergeleken met nummers van Whitney Houston, Stevie Wonder en Michael Jackson.

## Videoclip
Een preview van de videoclip was het eerst te zien op 9 oktober 2011 op het Australische programma Sunday Night, waar Beyoncé te gast was. Een week later, 16 oktober 2011, kwam de hele videoclip uit.
Ook al is het nummer officieel 4:28 lang, de video is maar 3:17 minuten lang. Het tweede couplet ontbreekt in de video.
In de video danst Beyoncé met vijf achtergronddansers in een gebouw. Na elke verandering van toonsoort veranderen de outfits van Beyoncé en haar dansers mee.
De video en choreografie zijn geïnspireerd door boybands zoals The Jackson 5 en New Edition.

## MTV VMA-optreden
Op 28 augustus 2011 bij de 2011 MTV Video Music Awards trad Beyoncé op met Love on Top. Ze droeg een paarse glittercolbert met een zwarte broek en zwarte schoenen. Ze had zes achtergronddanseressen met dezelfde outfit die de achtergrondzang playbackten. Aan het begin van het optreden zei ze: "Tonight I want you to stand up on your feet, I want you to feel the love that's growing inside of me." Ze zong al dansend met haar danseressen het nummer terwijl het publiek, waaronder Adele, Lady Gaga en Katy Perry, mee zaten te zingen en zwingen.
Aan het eind van het optreden gooide ze de microfoon op de grond en opende ze haar shirt. Ze wreef over haar inmiddels duidelijk zichtbare zwangerschapsbuik. In het publiek ging haar man, Jay-Z, helemaal uit zijn dak, net als de rest van het publiek. Na dit optreden was het record voor meeste tweets verbroken met 8868 tweets per seconde.

## Hitlijsten
Na het optreden van de VMA's kwam Love on Top al hoog binnen in veel hitlijsten zonder dat het nummer officieel was uitgebracht. Zo kwam het binnen op nummer 20 in de Billboard Hot 100 in de Verenigde Staten en haalde het nummer 14 in Nieuw-Zeeland en nummer 13 in het Verenigd Koninkrijk. In Nederland kwam het door downloaden niet verder dan nummer 61 in de Nederlandse Single Top 100.

## Hitnotering

### NederlandseSingle Top 100
| Hitnotering: (Week 1 t/m 2) 07-01-2012 t/m 14-01-2012 Hitnotering: (Week 3 t/m 10) 28-01-2012 t/m 17-03-2012 | Hitnotering: (Week 1 t/m 2) 07-01-2012 t/m 14-01-2012 Hitnotering: (Week 3 t/m 10) 28-01-2012 t/m 17-03-2012 | Hitnotering: (Week 1 t/m 2) 07-01-2012 t/m 14-01-2012 Hitnotering: (Week 3 t/m 10) 28-01-2012 t/m 17-03-2012 | Hitnotering: (Week 1 t/m 2) 07-01-2012 t/m 14-01-2012 Hitnotering: (Week 3 t/m 10) 28-01-2012 t/m 17-03-2012 | Hitnotering: (Week 1 t/m 2) 07-01-2012 t/m 14-01-2012 Hitnotering: (Week 3 t/m 10) 28-01-2012 t/m 17-03-2012 | Hitnotering: (Week 1 t/m 2) 07-01-2012 t/m 14-01-2012 Hitnotering: (Week 3 t/m 10) 28-01-2012 t/m 17-03-2012 | Hitnotering: (Week 1 t/m 2) 07-01-2012 t/m 14-01-2012 Hitnotering: (Week 3 t/m 10) 28-01-2012 t/m 17-03-2012 | Hitnotering: (Week 1 t/m 2) 07-01-2012 t/m 14-01-2012 Hitnotering: (Week 3 t/m 10) 28-01-2012 t/m 17-03-2012 | Hitnotering: (Week 1 t/m 2) 07-01-2012 t/m 14-01-2012 Hitnotering: (Week 3 t/m 10) 28-01-2012 t/m 17-03-2012 | Hitnotering: (Week 1 t/m 2) 07-01-2012 t/m 14-01-2012 Hitnotering: (Week 3 t/m 10) 28-01-2012 t/m 17-03-2012 | Hitnotering: (Week 1 t/m 2) 07-01-2012 t/m 14-01-2012 Hitnotering: (Week 3 t/m 10) 28-01-2012 t/m 17-03-2012 | Hitnotering: (Week 1 t/m 2) 07-01-2012 t/m 14-01-2012 Hitnotering: (Week 3 t/m 10) 28-01-2012 t/m 17-03-2012 | Hitnotering: (Week 1 t/m 2) 07-01-2012 t/m 14-01-2012 Hitnotering: (Week 3 t/m 10) 28-01-2012 t/m 17-03-2012 |
| Week: | 1 | 2 | | 3 | 4 | 5 | 6 | 7 | 8 | 9 | 10 | |
| --- | --- | --- | --- | --- | --- | --- | --- | --- | --- | --- | --- | --- |
| Positie: | 74 | 86 | uit | 89 | 71 | 82 | 61 | 80 | 90 | 93 | 92 | uit |

### NPO Radio 2 Top 2000
| Nummer met noteringen in de NPO Radio 2 Top 2000 | '15  | '16  | '17  | '18  | '19  | '20  | '21  | '22  | '23  | '24  |
| ------------------------------------------------ | ---- | ---- | ---- | ---- | ---- | ---- | ---- | ---- | ---- | ---- |
| Love on Top                                      | 1743 | 1363 | 1537 | 1247 | 1638 | 1542 | 1705 | 1793 | 1481 | 1885 |

1. ↑  Een vetgedrukt getal geeft de hoogste notering aan.
2. ↑  2015 was het eerste jaar met een notering voor dit nummer.